# رومل گامبز
رومل گامبز (انگلیسی: Romell Gumbs؛ زادهٔ ۱۲ نوامبر ۱۹۸۶) بازیکن فوتبال اهل آنگویلا است.
از باشگاه‌هایی که در آن بازی کرده‌است می‌توان به باشگاه فوتبال سلو تاون اشاره کرد.
وی همچنین در تیم ملی فوتبال آنگویلا بازی کرده‌است.